# Florence Mary Taylor
Florence Mary Taylor, née Parsons le 29 décembre 1879 à Bristol (Royaume-Uni) et morte le 13 février 1969 à Sydney, est la première femme architecte qualifiée d'Australie. Elle est également la première femme d'Australie à voler dans un engin plus lourd que l'air, en 1909, et la première femme membre de l'Institution of Structural Engineers (en) du Royaume-Uni, en 1926. Cependant, elle est surtout connue pour son rôle d'éditrice, de rédactrice et d'écrivaine pour les influentes revues professionnelles de l'industrie du bâtiment créées en 1907 avec son mari George, qu'elle a dirigées et développées après sa mort en 1928 jusqu'à sa retraite en 1961.

## Biographie

### Jeunesse
Florence Mary Taylor est née à Bedminster (en), dans le Somerset, qui fait désormais partie de Bristol, en Angleterre. Elle est la fille de John Parsons et d'Eliza (née Brooks), des parents de la classe ouvrière qui se décrivent comme tailleur de pierre  et lavandière dans le recensement britannique de 1881. Sa famille migre en Australie lorsqu'elle est enfant, arrivant à Sydney, en 1884, après un court séjour dans le Queensland. Son père trouve rapidement un emploi de dessinateur-commis au Conseil de Parramatta, ainsi que dans la branche de construction d'égouts du ministère des Travaux publics de Nouvelle-Galles du Sud. Selon sa biographie officielle, bien que non publiée, rédigée par Kerwin Maegraith, Taylor fréquente une école publique voisine où elle dit avoir reçu une « bonne éducation ».

### Carrière
Après le décès de sa mère en 1896 et de son père en 1899, Taylor est obligée de trouver un emploi pour subvenir à ses besoins et à ceux de ses deux jeunes sœurs. Elle finit par trouver un poste de commis dans le cabinet d'architecture de Parramatta, de Francis Ernest Stowe, une connaissance de son père. Inspirée par l'exemple des dessinateurs du même cabinet qui gagnent beaucoup plus qu'elle, elle s'inscrit aux cours du soir du Sydney Technical College (en) où elle devient la première femme à terminer ses études d'architecture, en 1904.
Pendant ses études d'architecture, Taylor est stagiaire auprès de l'architecte Edward Skelton Garton. Bien qu'elle ait gardé un bon souvenir de son encadrement par Garton, elle se rappellera plus tard que les autres employés du bureau étaient moins encourageants. Peu de temps après avoir terminé sa formation, elle part travailler dans le prestigieux et très actif bureau de John Burcham Clamp, où elle affirme avoir été nommée chef dessinatrice. M. Clamp s'est fait le champion de sa candidature, qui n'a pas été retenue, pour devenir la première femme membre de l'Institut des architectes de Nouvelle-Galles du Sud.
Avec le soutien appuyé de Clamp, en 1907, Taylor demande à devenir la première femme membre de l'Institut des architectes de Nouvelle-Galles du Sud. Cependant, elle n'est pas acceptée à ce moment-là, et elle déclare plus tard avoir été blackboulée par une vague d'hostilité de la part des membres exclusivement masculins qui ne souhaitent pas admettre une femme comme membre. Après la réorganisation de l'Institut et l'abandon de l'examen d'entrée, elle est finalement devenue la première femme à devenir membre associée, après avoir « exercé la profession d'architecte et, à l'heure actuelle, elle joue un rôle de conseil auprès des architectes et participe à la production du "Building Magazine" »,. Elle est admise comme membre à part entière en 1923.
En avril 1907, Taylor épouse l'artiste, inventeur et artisan George Augustine Taylor, originaire de Sydney, à l'église presbytérienne St Stephen de Sydney. George Taylor lui avait donné des cours à l'université et était un ami proche de son premier employeur Francis Ernest Stowe. Le 5 décembre 1909, Taylor devient la première femme australienne à piloter un engin « plus lourd que l'air », dans un planeur construit par son mari dans son atelier de Redfern, depuis les collines de sable de Narrabeen près de Sydney. Ils sont tous deux passionnés d'architecture et d'urbanisme, parmi de nombreux autres intérêts et activités. Max Freeland les a décrits comme « probablement le couple le plus étonnant de l'histoire de l'Australie ».
Quelques mois après leur mariage, George et Florence Taylor créent une société d'édition, Building Publishing Co. Ltd, spécialisée dans les revues de l'industrie du bâtiment, avec pour fer de lance le magazine Building (en), mais aussi trois revues éditées par Florence : Harmony, Young Australia et The Australian Home, devenu Commonwealth Home. Selon l'historien des jardins Richard Aitken, « le jardinage, bien que n'étant pas expressément couvert par Building, était néanmoins traité comme une partie intégrante du design, tant au niveau domestique qu'à une échelle publique plus large ». La secrétaire de Taylor était Mary Emily Haworth (1901-1998), qui était la grand-mère maternelle de l'artiste australienne Kathy Panton (1969-). Le journaliste John Canner (1882-1978) a également travaillé pour Building Ltd où il a rencontré et plus tard épousé Mary Haworth.
Pendant quelques années après leur mariage, les Taylor vivent à Bannerman Street, Cremorne (en), dans une maison conçue par l'architecte novateur Henry Austin Wilshire (en), avant de déménager dans un appartement de Loftus Street à Sydney, où se trouve également leur maison d'édition. En 1913, ils sont membres fondateurs de la Town Planning Association of New South Wales, et Florence en est la secrétaire pendant de nombreuses années,.
Après le décès soudain de son mari, noyé dans son bain associé à une crise d'épilepsie, en 1928, Taylor maintient leur entreprise d'édition et, bien qu'elle ait été contrainte de fermer huit de leurs onze revues, elle maintient Building (plus tard Building, Lighting and Engineering) (1907-72), Construction (1908-74) et The Australasian Engineer (1915-73), les éditant elle-même et les développant de manière significative après la Seconde Guerre mondiale. Elle continue à produire des plans d'urbanisme et voyage également en Asie, en Amérique et en Europe, rapportant des idées sur l'urbanisme qui alimentent ses écrits et ses discours. Elle publie un livre sur ses plans d'urbanisme, en 1959, écrit par son employé J.M. Giles, Fifty years of town planning with Florence M. Taylor. Taylor est nommée officier de l'ordre de l'Empire britannique, en 1939, et élevée au rang de commandeur de cet ordre, en 1961.

### Retraite et décès
Florence Mary Taylor prend sa retraite en 1961, à l'âge de 81 ans et vit à Potts Point, un quartier de Sydney. Elle y meurt le 13 février 1969 et est incinérée selon les rites anglicans. Sa succession est évaluée à 226 281 $.

## Héritage
Dans certaines des nombreuses interviews où elle a raconté sa vie, Taylor a laissé entendre qu'elle avait conçu jusqu'à 100 maisons à Sydney pendant son activité d'architecte entre 1900 et 1907. Bien qu'elle n'ait pas laissé de traces précises de l'emplacement de ces maisons, certains aspects de son travail de conception sont désormais documentés.
En 1907, elle travaille avec son employeur John Burcham Clamp sur le sous-sol du Farmers Department store de Pitt Street à  Sydney, peut-être le premier exemple d'une femme contribuant à la conception d'une architecture commerciale à Sydney. Toujours en 1907, elle fournit un dessin en perspective pour le concours du Commercial Traveller's Building à Sydney (qui a été démoli pour faire place au MLC Centre dans les années 1970). Toujours en 1907, elle remporte des prix dans plusieurs sections de conception architecturale de la First Australian Exhibition of Women's Work à Melbourne. Son projet gagnant pour une cuisine est publié dans le journal du NSW Institute of Architects en novembre 1907. Son projet de cottage en bord de mer, qui remporte le deuxième prix, a dû attendre 50 ans de plus avant d'être publié dans l'une de ses propres revues, Construction, le 24 décembre 1958. D'autres recherches ont permis de découvrir des maisons probablement conçues par Taylor au 12 Florence Street, Cremorne, Hogue House sur Kareela Road, Cremorne, et une maison construite dans les années 1920 pour sa sœur Annis sur Thomas Street à Roseville.
L'héritage de Taylor en tant qu'urbaniste est plus étendu. Tout au long de sa carrière, elle a produit des plans d'urbanisme qui ont été publiés dans ses journaux et dans Fifty Years of town planning with Florence Taylor (vers 1959).  Bon nombre des idées qu'elle a défendues pour Sydney se sont concrétisées au cours des dernières décennies, notamment la traversée du port par un tunnel, une autoroute de distribution dans la banlieue est, la construction de « rues à deux étages » telles que le viaduc de Victoria Street sur William Street à Kings Cross, l'augmentation de la construction d'appartements, en particulier dans les localités situées au bord du port telles que Woolloomooloo et North Sydney, un zonage à usage mixte plus souple (y compris l'allongement des heures d'ouverture des magasins), le renforcement de l'attrait touristique de Sydney et la nécessité de conserver et de planter des arbres. D'autres idées se sont avérées impopulaires ou incorrectes, comme son désir de démolir la caserne de Hyde Park ou de construire des héliports dans le CBD et son affirmation selon laquelle l'opéra de Sydney serait un « éléphant blanc ».
Taylor était également très impliqué dans l'Arts Club, l'aéroclub (royal) de Nouvelle-Galles du Sud, la Society of Women Writers, la branche de Nouvelle-Galles du Sud de l'Australian Forest League, l'Australian-American Association, la Royal Empire Society et le Bush Book Club.
La banlieue de Canberra, Taylor (en), est nommée en son honneur, tout comme plusieurs récompenses professionnelles, notamment le Florence M. Taylor Medallion de la Master Builders Association of Victoria et le Florence Taylor Award de la section du Queensland de l'Australian Institute of Building. La Florence Taylor Street dans la banlieue de Canberra, Greenway, porte également son nom.
En 1930, Taylor a également créé la George A. Taylor Memorial Medal avec la Master Builders Federation of Australia. Cette médaille est remise chaque année au gagnant du Building Construction Prize for completion among Technical Schools throughout the Commonwealth (en français : Prix de la construction de bâtiments pour l'achèvement des travaux parmi les écoles techniques du Commonwealth).
La biographie Florence Taylor's Hats : Designing, Building and Editing Sydney de Bronwyn Hanna et Robert Freestone a été publiée en 2008 par Halstead Press.
Depuis 2006, un portrait de Taylor, haut de trois étages, orne un immeuble d'habitation faisant face à la voie ferrée, à l'approche sud de la gare centrale de Sydney, et commémore la « première femme architecte d'Australie ». Bien que ce portrait comporte également une photographie de la belle gare gothique Mortuary Station, située à proximité, ce bâtiment a été achevé dix ans avant la naissance de Taylor, conçu par l'architecte du gouvernement de l'époque, James Barnet, et il n'existe aucun lien connu entre Taylor et ce bâtiment.
Un portrait de Taylor réalisé par Jerrold Nathan est conservé à la Mitchell Library de Sydney.